# Paul Götz
Paul Götz, född 1883, död 1962, var en tysk astronom.
Minor Planet Center listar honom som upptäckare av 20 asteroider, mellan 1903 och 1905.
Asteroiden 2278 Götz är uppkallad efter honom.

## Asteroider upptäckta av Paul Götz
| 520 Franziska [A]                                   | 27 oktober 1903   |
| 538 Friederike                                      | 18 juli 1904      |
| 542 Susanna [B]                                     | 15 augusti 1904   |
| 543 Charlotte                                       | 11 september 1904 |
| 544 Jetta                                           | 11 september 1904 |
| 545 Messalina                                       | 3 oktober 1904    |
| 546 Herodias                                        | 10 oktober 1904   |
| 547 Praxedis                                        | 14 oktober 1904   |
| 548 Kressida                                        | 14 oktober 1904   |
| 554 Peraga                                          | 8 januari 1905    |
| 556 Phyllis                                         | 8 januari 1905    |
| 563 Suleika                                         | 6 april 1905      |
| 564 Dudu                                            | 9 maj 1905        |
| 566 Stereoskopia                                    | 28 maj 1905       |
| 567 Eleutheria                                      | 28 maj 1905       |
| 568 Cheruskia                                       | 26 juli 1905      |
| 571 Dulcinea                                        | 4 september 1905  |
| 572 Rebekka                                         | 19 september 1905 |
| 576 Emanuela                                        | 22 september 1905 |
| 1418 Fayeta                                         | 22 september 1903 |
| Upptäckt tillsammans med: A Max Wolf B August Kopff |                   |